# Lijst van brutoformules Br
Dit lemma is onderdeel van de lijst van brutoformules. Dit lemma behandelt de brutoformules van F (Fluor).

## Br
| Brutoformule                        | Gewone formule             | Naam |
| ----------------------------------- | -------------------------- | --- |
| {\displaystyle {\ce {Br}}}          | {\displaystyle {\ce {Br}}} | Broom, het element |
| {\displaystyle {\ce {Br}}}-isotopen | {\displaystyle {\ce {Br}}} | Isotopen van broom 67Br · 68Br · 69Br · 70Br · 71Br · 72Br · 73Br · 74Br · 75Br · 76Br 77Br · 78Br · 79Br · 80Br · 81Br · 82Br · 83Br · 84Br · 85Br · 86Br 87Br · 88Br · 89Br · 90Br · 91Br · 92Br · 93Br · 94Br · 95Br · 96Br 97Br |

## Br1
| Brutoformule                   | Gewone formule                   | Naam                                                                                   |
| ------------------------------ | -------------------------------- | -------------------------------------------------------------------------------------- |
| {\displaystyle {\ce {BrCl}}}   | {\displaystyle {\ce {BrCl}}}     | Broommonochloride ~ als pseudohalogeen, interhalogeen                                  |
| {\displaystyle {\ce {BrCl3}}}  | {\displaystyle {\ce {BrCl3}}}    | Broomtrichloride ~ als pseudohalogeen, interhalogeen                                   |
| {\displaystyle {\ce {BrCs}}}   | {\displaystyle {\ce {CsBr}}}     | Cesiumbromide ~ en ionaire binding                                                     |
| {\displaystyle {\ce {BrCu}}}   | {\displaystyle {\ce {CuBr}}}     | Koper(I)bromide                                                                        |
| {\displaystyle {\ce {BrF}}}    | {\displaystyle {\ce {BrF}}}      | Broommonofluoride ~ als pseudohalogeen, interhalogeen                                  |
| {\displaystyle {\ce {BrF3}}}   | {\displaystyle {\ce {BrF3}}}     | Broomtrifluoride ~ als pseudohalogeen, interhalogeen ~ uit broom en chloormonofluoride |
| {\displaystyle {\ce {BrF5}}}   | {\displaystyle {\ce {BrF5}}}     | Broompentafluoride ~ als pseudohalogeen, interhalogeen                                 |
| {\displaystyle {\ce {BrGa}}}   | {\displaystyle {\ce {GaBr}}}     | Gallium(I)bromide ~ als Galliumhalogenide                                              |
| {\displaystyle {\ce {BrI}}}    | {\displaystyle {\ce {IBr}}}      | Joodmonobromide ~ als pseudohalogeen, interhalogeen                                    |
| {\displaystyle {\ce {BrIn}}}   | {\displaystyle {\ce {InBr}}}     | Indium(I)bromide ~ als Indiumhalogenide                                                |
| {\displaystyle {\ce {BrK}}}    | {\displaystyle {\ce {KBr}}}      | Kaliumbromide ~ en ionaire binding                                                     |
| {\displaystyle {\ce {BrKO3}}}  | {\displaystyle {\ce {KBrO3}}}    | Kaliumbromaat ~ in joodadditiegetal                                                    |
| {\displaystyle {\ce {BrLi}}}   | {\displaystyle {\ce {LiBr}}}     | Lithiumbromide                                                                         |
| {\displaystyle {\ce {BrNa}}}   | {\displaystyle {\ce {NaBr}}}     | Natriumbromide                                                                         |
| {\displaystyle {\ce {BrNaO3}}} | {\displaystyle {\ce {NaBrO3}}}   | Natriumbromaat                                                                         |
| {\displaystyle {\ce {BrO}}}    | {\displaystyle {\ce {BrO^{-}}}}  | Hypobromiet                                                                            |
| {\displaystyle {\ce {BrO2}}}   | {\displaystyle {\ce {BrO2^{-}}}} | Bromiet                                                                                |
| {\displaystyle {\ce {BrO3}}}   | {\displaystyle {\ce {BrO3^{-}}}} | Bromaat                                                                                |
| {\displaystyle {\ce {BrO4}}}   | {\displaystyle {\ce {BrO4^{-}}}} | Perbromaat                                                                             |
| {\displaystyle {\ce {BrRb}}}   | {\displaystyle {\ce {RbBr}}}     | Rubidiumbromide                                                                        |

## Br2
| Brutoformule                  | Gewone formule                            | Naam |
| ----------------------------- | ----------------------------------------- | --- |
| {\displaystyle {\ce {Br2}}}   | {\displaystyle {\ce {Br2}}}               | Broom, dibroom ~ als halogeen ~ reactie met chloormonofluoride                                                      |
| {\displaystyle {\ce {Br2Co}}} | {\displaystyle {\ce {CoBr2}}}             | Kobalt(II)bromide                                                                                                   |
| {\displaystyle {\ce {Br2Fe}}} | {\displaystyle {\ce {FeBr2}}}             | IJzer(II)bromide |
| {\displaystyle {\ce {Br2Ga}}} | {\displaystyle {\ce {GaBr2}}}             | eigenlijk: {\displaystyle {\ce {Ga^{(I)}[Ga^{(III)}Br4]}}}, Gallium(I)terabromogallaat(III) ~ als Galliumhalogenide |
| {\displaystyle {\ce {Br2In}}} | {\displaystyle {\ce {In^{I}In^{III}Br4}}} | Indium(I)tetrabromo-indiaat(III) ~ als Indiumhalogenide                                                             |
| {\displaystyle {\ce {Br2Mg}}} | {\displaystyle {\ce {MgBr2}}}             | Magnesiumbromide |
| {\displaystyle {\ce {Br2Ni}}} | {\displaystyle {\ce {NiBr2}}}             | Nikkel(II)bromide                                                                                                   |
| {\displaystyle {\ce {Br2OS}}} | {\displaystyle {\ce {SOBr2}}}             | Thionylbromide |
| {\displaystyle {\ce {Br2Pb}}} | {\displaystyle {\ce {PbBr2}}}             | Lood(II)bromide |
| {\displaystyle {\ce {Br2Pd}}} | {\displaystyle {\ce {PdBr2}}}             | Palladium(II)bromide                                                                                                |
| {\displaystyle {\ce {Br2Pt}}} | {\displaystyle {\ce {PtBr2}}}             | Platina(II)bromide                                                                                                  |
| {\displaystyle {\ce {Br2Ra}}} | {\displaystyle {\ce {RaBr2}}}             | Radiumbromide |
| {\displaystyle {\ce {Br2Sr}}} | {\displaystyle {\ce {SrBr2}}}             | Strontiumbromide |
| {\displaystyle {\ce {Br2Te}}} | {\displaystyle {\ce {TeBr2}}}             | Telluurdibromide |
| {\displaystyle {\ce {Br2Zn}}} | {\displaystyle {\ce {ZnBr2}}}             | Zinkbromide |

## Br3
| Brutoformule                   | Gewone formule                             | Naam                                                      |
| ------------------------------ | ------------------------------------------ | --------------------------------------------------------- |
| {\displaystyle {\ce {Br3Au}}}  | {\displaystyle {\ce {AuBr3}}}              | Goud(III)bromide                                          |
| {\displaystyle {\ce {Br3Fe}}}  | {\displaystyle {\ce {FeBr3}}}              | IJzer(III)bromide                                         |
| {\displaystyle {\ce {Br3Ga}}}  | {\displaystyle {\ce {GaBr3}}}              | Gallium(III)bromide ~ als Galliumhalogenide               |
| {\displaystyle {\ce {Br3I}}}   | {\displaystyle {\ce {IBr3}}}               | Joodtribromide                                            |
| {\displaystyle {\ce {Br3In}}}  | {\displaystyle {\ce {InBr3}}}              | Indium(III)bromide ~ als Indiumhalogenide                 |
| {\displaystyle {\ce {Br3In2}}} | {\displaystyle {\ce {In^{I}2In^{II}2Br6}}} | Indium(I)hexabromodi-indiumaat(II) ~ als Indiumhalogenide |
| {\displaystyle {\ce {Br3La}}}  | {\displaystyle {\ce {LaBr3}}}              | Lanthaniumbromide ~ uit lanthanium en broom               |
| {\displaystyle {\ce {Br3P}}}   | {\displaystyle {\ce {PBr3}}}               | Fosfortribromide                                          |
| {\displaystyle {\ce {Br3Rh}}}  | {\displaystyle {\ce {RhBr3}}}              | Rodium(III)bromide                                        |
| {\displaystyle {\ce {Br3Sb}}}  | {\displaystyle {\ce {SbBr3}}}              | Antimoon(III)bromide                                      |
| {\displaystyle {\ce {Br3Tb}}}  | {\displaystyle {\ce {TbBr3}}}              | Terbium(III)bromide                                       |
| {\displaystyle {\ce {Br3V}}}   | {\displaystyle {\ce {VBr3}}}               | Vanadium(III)bromide                                      |

## Br4
| Brutoformule                   | Gewone formule                                   | Naam                                                     |
| ------------------------------ | ------------------------------------------------ | -------------------------------------------------------- |
| {\displaystyle {\ce {Br4Ga2}}} | <{\displaystyle {\ce {Ga^{(I)}[Ga^{(III)}Br4]}}} | Gallium(I)tertabromogallaat(III) ~ als Galliumhalogenide |
| {\displaystyle {\ce {Br4In2}}} | {\displaystyle {\ce {In^{I}In^{III}Br4}}}        | Indium(I)tetrabromo-indiaat(III) ~ als Indiumhalogenide  |
| {\displaystyle {\ce {Br4Pt}}}  | {\displaystyle {\ce {PtBr4}}}                    | Platina(IV)bromide                                       |
| {\displaystyle {\ce {Br4Si}}}  | {\displaystyle {\ce {SiBr4}}}                    | Siliciumtetrabromide                                     |
| {\displaystyle {\ce {Br4Te}}}  | {\displaystyle {\ce {TeBr4}}}                    | Telluurtetrabromide                                      |

## Br5
| Brutoformule                  | Gewone formule                | Naam                                                   |
| ----------------------------- | ----------------------------- | ------------------------------------------------------ |
| {\displaystyle {\ce {Br5Nb}}} | {\displaystyle {\ce {NbBr5}}} | Niobium(V)bromide                                      |
| {\displaystyle {\ce {Br5P}}}  | {\displaystyle {\ce {PBr5}}}  | Fosforpentabromide ~ in de bereiding van benzalbromide |

## Br6
| Brutoformule                   | Gewone formule                             | Naam                                                      |
| ------------------------------ | ------------------------------------------ | --------------------------------------------------------- |
| {\displaystyle {\ce {Br6Au2}}} | {\displaystyle {\ce {Au2Br6}}}             | Goud(III)bromide dimeer                                   |
| {\displaystyle {\ce {Br6Ga2}}} | {\displaystyle {\ce {Ga2Br6}}}             | Gallium(III)bromide dimeer                                |
| {\displaystyle {\ce {Br6In4}}} | {\displaystyle {\ce {In^{I}2In^{II}2Br6}}} | Indium(I)hexabromodi-indiumaat(II) ~ als Indiumhalogenide |

## Br7
| Brutoformule                   | Gewone formule                                             | Naam                                                                                   |
| ------------------------------ | ---------------------------------------------------------- | -------------------------------------------------------------------------------------- |
| {\displaystyle {\ce {Br7In4}}} | {\displaystyle {\ce {In^{I}5[In^{III}Br4]2[In^{III}Br6]}}} | Indium(I)bis(tetrabromoindiumaat(III))(hexabromoindiumaat(III)) ~ als Indiumhalogenide |
| {\displaystyle {\ce {Br7In5}}} | {\displaystyle {\ce {In^{I}3[In^{II}2Br6]Br}}}             | Indium(I)hexabromodi-indiumaat(II)monobromide ~ als Indiumhalogenide                   |

## Br8
| Brutoformule                   | Gewone formule                 | Naam                                 |
| ------------------------------ | ------------------------------ | ------------------------------------ |
| {\displaystyle {\ce {Br8Fe3}}} | {\displaystyle {\ce {Fe3Br8}}} | Kaliumbromide, in de bereiding van ~ |

## Br9
| Brutoformule                   | Gewone formule                                  | Naam                                                                |
| ------------------------------ | ----------------------------------------------- | ------------------------------------------------------------------- |
| {\displaystyle {\ce {Br9In7}}} | {\displaystyle {\ce {In^{I}6(In^{III}Br6)Br3}}} | Indium(I)hexachloroindiumaat(III)trichloride ~ als Indiumhalogenide |

## Br14
| Brutoformule                    | Gewone formule                                             | Naam                                                                                   |
| ------------------------------- | ---------------------------------------------------------- | -------------------------------------------------------------------------------------- |
| {\displaystyle {\ce {Br14In8}}} | {\displaystyle {\ce {In^{I}5[In^{III}Br4]2[In^{III}Br6]}}} | Indium(I)bis(tetrabromoindiumaat(III))(hexabromoindiumaat(III)) ~ als Indiumhalogenide |

## Br16
| Brutoformule                    | Gewone formule                  | Naam                          |
| ------------------------------- | ------------------------------- | ----------------------------- |
| {\displaystyle {\ce {Br16Te4}}} | {\displaystyle {\ce {Te4Br18}}} | Telluurtetrabromide tetrameer |